# 遊☆戯☆王 タッグフォースシリーズ
『遊☆戯☆王 タッグフォースシリーズ』（ゆうぎおう タッグフォースシリーズ）は、コナミデジタルエンタテインメントから発売されたテレビアニメ『遊☆戯☆王デュエルモンスターズGX』および『遊☆戯☆王5D's』を題材とした対戦型カードゲームシリーズ。略称は、タッグフォースおよびTF。

## 概要
コンピューターゲーム『遊☆戯☆王デュエルモンスターズ』シリーズの中でも初めてタッグデュエルを採用し全面に推したシリーズである。ただし通常のシングルデュエルも可能。
ハードの制約上何らかの変則ルールにならざるを得なかった過去作品と異なり、『遊☆戯☆王オフィシャルカードゲーム』のルールを完全再現しており、同ゲームのシミュレーターとして極めて精巧なものになっている。発売前までのカードプールを可能な限り収録しているだけでなく、複雑なエラッタやルール解釈、チェーンなどを自動処理するゲームならではの機能も搭載し、通信対戦時には遊戯王OCGと比べても遜色のない対戦が楽しめるようになっている。
一方、アニメの登場人物や、様々なオリジナルキャラクターが3Dアニメーション(SPはカットイン）で描かれ、アニメの声優を用いたボイスによりテレビアニメさながらのデュエル演出を楽しむことが出来る。またOCG用カードとして調整されたアニメオリジナルカードが、TF専用のゲームオリジナルカードとして収録されているなど、アニメのキャラゲーとしての要素も強く、TCGシミュレーターとキャラクターゲームの二つの要素を併せ持った異色の作品となっている。
半年ごとに改定されるリミットレギュレーションもダウンロードできるが、CPUの使用するデッキはダウンロードした制限カードリストに対応することはない。なおアニメオリジナルカードがゲームバランスを破壊すると判断された場合は、そのカードについても制限カードリストで対応する。
5・6では、事実上すべての禁止・制限を解除した「TFオリジナル制限禁止リスト」を導入できるようになっている。
1〜3までは『遊☆戯☆王デュエルモンスターズGX』を題材としたが、4以降は後継作品のテレビアニメ『遊☆戯☆王5D's』を題材としたタッグフォースシリーズとして発売されることとなった。
6の発売から2年後の2013年6月25日に、6のみPlaystation Storeで再発売された。
6を最後にしばらくシリーズが途絶えていたが、全作品のキャラが登場し、初代である遊☆戯☆王デュエルモンスターズのストーリーモードも収録した『遊戯王アーク・ファイブ タッグフォーススペシャル』が2015年1月22日にダウンロード販売限定で発売された。

## シリーズタイトル一覧

### ナンバリングタイトル
- 遊☆戯☆王デュエルモンスターズGX タッグフォース（PSP） - 2006年9月14日
- 遊☆戯☆王デュエルモンスターズGX タッグフォース2（PSP） - 2007年9月27日
- 遊☆戯☆王デュエルモンスターズGX タッグフォース3（PSP） - 2008年11月27日
- 遊☆戯☆王ファイブディーズ タッグフォース4（PSP） - 2009年9月17日
- 遊☆戯☆王ファイブディーズ タッグフォース5（PSP） - 2010年9月16日
- 遊☆戯☆王ファイブディーズ タッグフォース6（PSP） - 2011年9月22日（ダウンロード版は2013年6月25日）
- 遊☆戯☆王アーク・ファイブ タッグフォーススペシャル（PSP） - 2015年1月22日（ダウンロード販売限定）

### リメイクタイトル
- 遊☆戯☆王デュエルモンスターズGX タッグフォースエヴォリューション（PS2） - 2007年12月6日

## ゲームオリジナルカード
アニメで登場しつつもOCG化されなかったカードがゲームオリジナルとして収録されている。これらはゲーム内で取得する以外にも、PSPの通信機能でダウンロードすることができる。「アルカナフォース」シリーズなどのようにゲームオリジナルカードとして登場したのちに一部効果を変更してOCG化されたカードの場合、以後に製作されたゲーム作品においてもOCGと同様の性能を持つことになった。ただし、例外としてTF5以降におけるダークシンクロモンスターとTF6における「機皇帝」シリーズは、アニメ仕様のゲームオリジナルカードとOCG通りの性能を持つカードの2種類が使用可能となっており、カード名が同じであるため2種類合わせて3枚までしかデッキあるいはエクストラデッキに入れることができないようになっている。